# Chloorfenethol
Chloorfenethol (ISO-naam) is een acaricide en fungicide. Het is een chloorkoolwaterstof-bestrijdingsmiddel. De verbinding bestaat uit twee chloorfenylgroepen verbonden door een koolstofatoom, waaraan een hydroxylgroep en een methylgroep zijn verbonden. De chemische structuur is verwant aan die van DDT.
Chloorfenethol werd gepatenteerd door Sherwin-Williams Co. in 1947.

## Synthese
Chloorfenethol wordt bereid door een Grignardreactie van 4,4'-dichloorbenzofenon en een methylmagnesiumhalogenide, bijvoorbeeld methylmagnesiumbromide.

## Toepassingen
Chloorfenethol is een krachtig acaricide en ovocide (eidodend). Het is ook gebruikt als synergist van DDT tegen huisvliegen die resistent waren tegen DDT.
Chloorfenethol is niet toegelaten in de Europese Unie.

## Eigenschappen
Chloorfenethol heeft een matige acute toxiciteit. De stof kan dermatitis veroorzaken, evenals depressie, diarree, dyspneu en lacrimatie.